# Buslijn A (Haaglanden)
Buslijn A was een buslijn in de regio Haaglanden, in de Nederlandse provincie Zuid-Holland.

## Geschiedenis

### Voor 1927
- Het was in de dagen der "wilde", particuliere bussen, dat de autoriteiten bepaalden dat stadslijnen een nummer kregen, en interlokale lijnen een letter. Zodoende kreeg de buslijn van de Westlandse Stoomtramweg Maatschappij de letter A toebedeeld. Dat was dus de eerste buslijn A.[1]

Tussen 1916 en 1927 exploiteerde de HTM een tramlijn A. Dit was de enige tramlijn met een letter die de HTM tot nu toe had. Afgezien van een letter als toevoeging, bijvoorbeeld 3a.

### 1947
- Lijn A was gepland in 1947 ingesteld te worden op het traject De Savornin Lohmanplein - Westelijk Den Haag - Hollands Spoor. Deze lijn is niet operationeel geworden.[2] Veertig jaar later kwam deze buslijn er ongeveer toch, in de vorm van buslijn 26.[3]

### 1954-1955[4][5][6]
- 11 september 1954: De eerste instelling van HTM-buslijn A vond plaats op het traject station Hollands Spoor - Duindigt/Buurtweg. Deze lijn reed alleen als er prof-voetbalwedstrijden waren op sportpark Duinhorst.
- 31 oktober 1955: Na degradatie werden er geen prof-wedstrijden meer gehouden op Duinhorst, en werd lijn A opgeheven. Bij de omzetting van lijnletters naar lijnnummers op 1 november 1955 werd o.a. de letter A overgeslagen.

### Trivia
Buslijn A was de eerste van het lijnletter alfabet. Maar de lijnletters C, F, I, J, O, Q, en X zijn niet gebruikt. Daarnaast had de HTM ooit ook nog post-autobuslijnen A t/m D.